# Mittenothamnium tenellum
Mittenothamnium tenellum là một loài Rêu trong họ Hypnaceae. Loài này được F.J. Herm. mô tả khoa học đầu tiên năm 1976.